# Phalacrotophora vernicea
Phalacrotophora vernicea är en tvåvingeart som beskrevs av Rudolf Beyer 1966. Phalacrotophora vernicea ingår i släktet Phalacrotophora och familjen puckelflugor. Inga underarter finns listade i Catalogue of Life.